# 교황 레오 1세
교황 레오 1세(라틴어: Sanctus Leo PP. I, 이탈리아어: Papa Leone I)는 제45대 교황(재위: 440년 9월 29일 - 461년 11월 10일)이다.
그는 서로마 제국의 귀족 출신으로 ‘대교황’이라는 호칭을 받은 첫 번째 교황이다. 그러한 연유로 대교황 레오, 대(大)레오(라틴어: Leo Magnus, 이탈리아어: Leone Magno) 등으로도 불린다. 훈족과 반달족의 침공을 받을 때 용감한 태도로 로마를 구출하여 교황의 위엄과 권위를 크게 드러낸 것으로도 유명하다. 당시 게르만족의 대이동 이후 나약해질 대로 나약해진 서로마 제국은 사방에서 일어나는 외세의 침공 앞에서 그저 속수무책으로 당할 뿐이었다.
또한, 레오 1세는 173편의 서간들과 100여편의 강론집을 남겼다. 그가 저술한 문헌들은 신학적인 의미뿐만 아니라 라틴 문학사에서도 매우 중요시 되고 있으며, 특히 서간은 교황 그레고리오 1세 이전까지 가장 방대한 것으로 알려지고 있으며 당대 교황들 중에서 레오 1세는 대부분의 강론이 전해져 오는 유일한 교황이기도 하다. 그만큼 그의 서간 내용이 교황 재위시에나 선종한 후에도 교회에 큰 영향을 끼쳤던 것으로 풀이되고 있다.
사후 교회학자라는 칭호를 받음과 더불어 기독교의 성인으로 시성되었다.

## 생애 초기
레오는 ‘사자’라는 뜻이다. 《교황 연대표》에 의하면, 레오는 이탈리아반도의 토스카나주에서 태어나 로마에서 살았다고 한다. 431년 교황 첼레스티노 1세에 의해 부제가 된 레오는 곧 알렉산드리아의 치릴로 주교가 팔레스타인 교회의 치리권과 관련하여 예루살렘의 에우베날 주교가 문제를 저지르자 이를 처벌하도록 교황에게 부탁해 달라고 청원할 정도로 로마 교회에서 중요한 위치를 차지하게 되었다. 히포의 아우구스티노가 언급했던 아프리카에 간 교황의 사절이거나 사절의 시종이 레오였을 가능성이 높다. 또한, 요한 카시아노는 레오의 요청에 따라 네스토리우스의 오류를 논박한 신학 논문을 제출하였다. 그러나 레오의 강력한 영향력을 보여 준 결정적인 사건은 서로마 황제가 직접 갈리아 최고 지도자인 애티우스와 알비누스 사이의 분쟁을 조정하라는 임무를 맡긴 것이었다.
440년 8월 11일 교황 식스토 3세가 선종하자 레오가 만장일치로 그의 뒤를 이어 교황으로 선출되었다. 그해 9월 29일 레오가 교황좌에 착좌하면서 가톨릭교회의 중앙집권화 시대가 도래하게 되었다.

## 신학

### 그리스도에 대한 가르침
레오 1세의 저술 대부분(강론과 서간)은 예수 그리스도의 인성(그리스도론)과 그의 중개자 및 구세주로서의 역할에 대한 신학적 내용(구원론)을 다룬 것들이었다. 이는 레오 1세의 이름으로 교황특사들이 참석한 칼케돈 공의회에 부분적으로 영향을 미쳤다. 이후, 레오 1세는 주교들과 황실에 수차례 서간을 보내 칼케돈 공의회에서 정의된 그리스도 신앙이 로마 제국의 동방 지역에 이르기까지 널리 확산되어 받아들여질 수 있도록 끊임없이 노력하였다. 레오 1세는 이단의 사상을 논박하며 그리스도가 신성과 인성을 한 몸 안에 함께 지닌 참 하느님인 동시에 참 사람이라는 사실을 증거하였다. 그는 이를 주제로 삼아 수많은 강론과 설교 등을 하였으며, 수년에 걸쳐 이를 더욱 발전 및 보완하였다. 이를 통해 드러난 레오 1세가 지닌 중심 사상은 다름 아닌 교회 안에서 현존하는 그리스도라고 할 수 있다. 보다 구체적으로 말하면, 신앙에 대한 가르침과 설교(성경과 거룩한 전승과 더불어 이에 대한 해석)과 전례(성사), 교회를 구성하는 신자 개개인의 삶, 특히 공의회를 통해 드러난 그리스도의 현존이다.

### 사도 베드로와 그의 후계자
성 베드로에 대해 개인적으로도 깊은 공경심을 가졌던 레오 1세는 성경 구절과 로마에 있는 성 베드로의 무덤을 근거 삼아 교황의 수위권을 크게 강조하였다. 그는 “교황은 그리스도가 전체 교회의 우두머리로 지명하였던 베드로의 계승자이기 때문에 당연히 교황에게 교회의 최고 지배권이 있다”라고 주장했다. 또한, 레오 1세는 로마법을 통해서도 성 베드로와의 특별한 관계를 강조하였는데, 스스로 ‘베드로의 (보잘 것 없는) 후계자이자 대리인’이라고 칭함으로써 베드로가 지녔던 사도적 권위를 계승하였음을 밝혔다.
교황과 다른 주교들은 주교직과 인간으로서의 약점을 지녔다는 점에서 동일하다고 인정되나, 주교들은 성 베드로의 후계자에 의해 지도되며 성 베드로의 후계자는 모든 주교들의 으뜸이라고 역설하였다. 모든 은총과 권위의 근원은 언제나 그리스도이지만, 그리스도는 지상에서 자신을 대리하는 권한을 성 베드로에게 주었으며 그를 전체 교회의 최고 사목자로 삼았다고 하였다. 그리고 베드로를 필두로 모든 교황은 그리스도로부터 맡겨진 책무를 다해야 할 의무가 있다고 보았다. 성 베드로는 후임 교황들이 그리스도와 관계를 맺는 데 있어서 일종의 모범적인 선임자였다. 그렇기 때문에 교황직 그 자체가 그리스도와 성 베드로 사이의 특별한 친교 관계에 바탕을 두고 있으므로 본질적으로 전복될 수 없다고 보았다. 이러한 사상에 따라 레오 1세는 교황으로서의 직무를 성실하게 수행하였으며, 성 베드로의 권위에 의지하여 로마는 물론 로마 밖의 지역에서도 교황으로서의 권한을 행사하기 위해 노력하였다.

## 교황권 행사

### 발렌티니아누스 황제의 칙령
레오 1세는 교회 안에서 교황의 권위를 재확인함으로써 영적 권위의 중앙집권화에 중요한 공헌을 한 것으로 평가받는다. 서방 교회 내에서 교황은 언제나 중요한 위치를 차지하고 있었지만, 그 권위의 상당한 부분은 지역 교구장들에게 위임되었다. 약간의 반대가 있기는 했지만, 레오 1세는 갈리아에서 교황으로서 자신의 권위를 확고히 다지는데 성공하였다. 아를의 힐라리오 주교가 교황 조시모가 자신의 전임자인 아를의 파트로클로에게 갈리아 교회에 대한 사목권 일체를 부여했다고 강력히 주장하자, 브장송의 챌리도니오는 이에 반발하며 로마에 항소하였다. 이 사건은 레오 1세가 힐라리오에게 교황으로서 자신의 권위를 행사할 절호의 기회를 주었다. 힐라리오는 로마의 법정에 출두하여 자신을 완강하게 변호하는 한편 레오 1세의 재판 권한을 인정하려고 하지 않았다. 교황으로서의 권리가 위협받고 있다고 느낀 레오 1세는 정치권에 호소하여, 445년 6월 6일 발렌티니아누스 3세 황제로부터 칙령을 받아내는데 성공하였다. 칙령에는 교황이 베드로의 후계자이자 존엄한 도시인 로마의 주교로서 수위권이라는 특권을 가지는 것을 인정하는 것은 물론 제1차 니케아 공의회에서 제정된 법령의 인가와 로마로 출두하라는 명령을 거부하는 주교는 그 누구라도 해당 지역 관리에 의해 강제적으로 로마로 송환시킨다는 내용을 포함하고 있었다. 황제의 칙령이 반포되면서 수세에 몰린 힐라리오는 결국 레오 1세에게 순명하였다. 450년 힐라리오의 뒤를 이어 라벤니오 주교가 아를 교구장에 착좌하자 레오 1세는 아를 교구에서 빈 교구를 분할하였다.

### 알렉산드리아의 디오스코루스와의 갈등
445년 레오 1세는 성 치릴로의 뒤를 이어 알렉산드리아 총대주교가 된 디오스코루스와 갈등을 빚게 되었다. 알렉산드리아 총대주교좌는 당시 교회 조직에서 로마 다음가는 위치를 차지하고 있었다. 전승에 따르면, 알렉산드리아의 초대 총대주교는 성 베드로의 제자이자 알렉산드리아에 기독교를 전파해 교회를 세운 성 마르코 복음사가라고 전해진다.

### 기타 지역
아프리카의 경우, 로마 제국의 아프리카 속주인 마우레타니아 카이사리엔시스는 제국의 아프리카 방어선으로 매우 중요한 군사적 요충지였을 뿐만 아니라, 반달족의 침공을 받는 와중에도 니케아 신조를 지켜낸 정통 기독교 신앙의 보루로서, 고립된 상태로서 많은 면에서 어려움을 겪어 외부의 지원이 절실히 필요한 상황이 되었다. 이러한 상황은 곧 레오 1세가 아프리카에서 교황권을 강력하게 행사할 기회를 주게 되었다.
이탈리아의 경우, 443년 캄파냐와 핀체눔, 토스카나의 주교들에게 서신을 보내 자신의 훈계를 전적으로 따를 것을 권고하였다. 447년에는 세례 시기와 관련하여 로마 관습을 거슬렀다는 이유로 시칠리아의 주교들을 호되게 꾸짖으며, 대리인들을 로마 시노드에 보내 적절한 재교육을 받을 것을 지시하였다.
그리스의 경우, 로마 제국의 동서 분리 이래 일리리아는 교회법상 오랫동안 로마의 재치권을 따랐다. 교황 인노첸시오 1세는 테살로니카에 교황 총대리를 보내 관구로 제정하였는데, 이는 그 지역에서 날로 커져가던 콘스탄티노폴리스 총대주교의 영향력을 잠재우기 위한 조치였다. 446년경 레오 1세는 테살로니카의 새 주교로 착좌한 아나스타시우스에게 서신을 보냈다. 서신에서 그는 아나스타시우스가 레오 1세를 그저 여러 관구장 주교 가운데 하나에 불과한 것처럼 취급한 것에 대해 못마땅해하며 질책하였다. 또한, 레오 1세는 아나스타시우스에게 앞으로 주교로서 수행해야 할 역할들에 대해 다양한 지침을 제시하면서, 일부 특정 권리는 교황이 그대로 보유한다는 점을 강조한 후, “보편 교회의 통치는 베드로좌 아래 통합되어야 하며, 어느 누구도 이 최고 권위와 분리되어서는 안 된다.”고 훈계하였다.

### 칼케돈 공의회
레오 1세는 동방 교회에 대해서도 교황의 수위권을 강력하게 행사하였다. 동로마 제국의 에우티케스 수도원장이 주도한 단성론 때문에 그리스도론 논란이 증폭되었는데, 이는 로마의 권위를 동방까지 확장할 수 있는 절호의 계기가 되었다. 에우티케스는 분쟁 초기에 레오 1세에게 중재를 요청하였으며, 플라비아노로부터 규탄을 받자 그에게 의탁하였다. 레오 1세는 처음에는 그리스도론 논란에 관하여 보고를 지연시켰다며 플라비아노를 책망하였지만, 플라비아노로부터 자초지종을 들은 레오 1세는 오히려 플라비아노를 옹호하였다. 451년 소집된 칼케돈 공의회에서 교황 특사가 그리스도의 신성과 인성에 대한 레오 1세의 교의서한을 낭독하자 공의회에 참석한 주교들은 모두 “이것이 교부들의 신앙이다! … 베드로께서 레오를 통해 우리에게 말씀하셨다!”고 외쳤다.

## 이단과의 싸움
레오 1세는 아퀼레이아 교구에서 강경한 이단 세력인 펠라기우스주의자들이 그들의 문제점이 이미 지적되었음에도 별다른 조처 없이 교구 단체로 받아들였다는 사실을 알게 되었다. 그래서 레오 1세는 그들의 신학적 오류를 지적하며 질책하는 글을 썼으며, 시노드를 소집하기에 앞서 공식적으로 자신들의 오류를 인정하고 이를 포기할 것을 요구하였다.
마니교도들은 439년 반달족이 로마로 오기 전에 들어와서 비밀결사를 조직하였다. 443년경 이 사실을 뒤늦게 알아챈 레오 1세는 마니교 대표자들과 만나 공적 논쟁을 치열하게 벌이는 한편 그들의 서적을 모조리 압수하여 불태우고 로마의 그리스도인들에게 마니교를 경계할 것을 경고하는 등 마니교에 대해 계속 대항하였다.
프리스킬리안주의자들에 대해서도 단호하게 대처하였다. 히스파니아 지역에서 프리스킬리안주의가 급속도로 확산되는 것에 놀란 아스토르가의 투루비노 주교는 즉시 이 일을 다른 히스파니아 주교들은 물론 교황 레오 1세에게 서신을 보내 알렸다. 이에 레오 1세는 프리스킬리안에 대한 장문의 답신을 작성하여 그들의 신학적 오류를 하나하나 열거하며 자세히 반박하였다. 더불어 히스파니아 주교들 중에 프리스킬리안주의를 추종하는 자가 있는지를 색출하기 위해 히스파니아 주교단에게 시노드를 소집해 조사할 것을 요구하였지만, 당시 히스파니아의 정치적 상황 때문에 이러한 조사는 실행에 옮겨지지 못했다.

## 교의서한
3세기경 교회의 가장 큰 논쟁거리 가운데 하나는 그리스도론이었다. 그리스도가 누구인지, 그리스도는 단지 하느님의 창조물에 지나지 않은 것인지, 아니면 하느님의 현현에 지나지 않은지 등의 그리스도의 신성과 인성의 단일성 또는 상이성 문제에 대한 관심들이었다. 이때 콘스탄티노폴리스 인근 수도원장이었던 에우티케스가 주도한 단성설은 그리스도 안에 내재하는 신성과 인성은 서로 밀접하게 결합돼 있어 실제로는 신성 하나만이 있다는 주장으로 그리스도의 인성이 의문시되고 또 그리스도의 구원 업적과 교회의 구원 신비도 의문시되는 결과를 가져오는 것이었다.
451년 10월 8일 개최된 칼케돈 공의회는 레오 1세 교황의 그리스도의 육화에 대한 신학 논술이자 교의서한인 《토무스 앗 플라비아눔》이라고도 불리는 《플라비아누스에게 보낸 교의서한》(Epistola dogmatica ad Flavianum)을 기초로 이같은 단성설을 단죄하고 그리스도의 신성과 인성이 한 위격에서 혼합되지도 않고 분리되지도 않은 채 결합되어 있음을 신조로 선포했다.
교황 레오 1세의 이 서한은 교회 역사가들에 의해 교황의 첫 무류적 성좌선언, 즉 교황 무류성 사례로 평가된다.
449년 제2차 에페소 공의회(일반적으로 ‘강도 공의회’라고 불린다)에서 레오 1세가 보낸 특사들은 그 유명한 교의서한을 콘스탄티노폴리스의 플라비아노 대주교에게 전달하였다. 허나 공의회에서는 레오 1세가 쓴 서한의 낭독도 하지 않았으며, 레오 1세의 특사들에 대한 반대자들에게 아무런 경고나 제제도 가하지 않았다. 오히려 로마에 항소했던 플라비아노 대주교와 도릴라이움의 에우세비오를 주교직에서 해임하는 조치를 취하였다. 당시 공의회는 에우티케스와 그를 지지하는 알렉산드리아 총대주교 디오스코루스와 그의 측근들이 주도권을 갖고 있었기 때문이다. 이러한 점 때문에 자칭 제2차 에페소 공의회는 정당한 세계 공의회로 인정받지 못하고, 훗날 칼케돈 공의회의 결의에 따라 거부되었다.
이 문제는 뒤이어 소집된 칼케돈 공의회에서 또 다시 부각되어 동방과 서방 사이에 거센 그리스도론 논쟁을 불러 일으켰다. 칼케돈 공의회에서는 레오 1세의 교의서한이 모든 공의회 교부가 들을 수 있도록 큰소리로 낭독되었다. 당시 공의회 상황을 기록한 보고서에는 다음과 같이 적혀 있다. 앞서 말한 레오 1세의 교의서한이 낭독된 후에 공의회 교부들은 모두 함께 큰소리로 외쳤다. “이것이 우리 모두가 믿는 것이요, 이것이 사도들의 신앙이다. 그렇기 때문에 이를 믿지 않는 자는 이단으로 배척당할 것이다. 이것은 레오를 통해서 베드로께서 말씀하시는 것이다. 따라서 이는 곧 사도들의 가르침이다!”

## 동방과 서방
레오 1세는 황제에게 이탈리아에서 ‘강도 공의회’라고 불리는 제2차 에페소 공의회를 바로잡기 위한 새로운 세계 공의회를 소집해야 한다고 요구했으며, 그 사이에 449년 10월 로마 시노드에서는 제2차 에페소 공의회에서 선포한 모든 규정을 거부하였다. 또한, 레오 1세는 황제와 몇몇 사람에게 서신을 써서 보냈는데, 서신에서 그는 마니교와 더불어 그리스도의 가현설을 주장하는 이단자 에우티케스의 면직을 요구하였다. 반면에 테오도시우스 2세 황제는 제2차 에페소 공의회를 인정하였다.
450년 테오도시우스 2세 황제가 서거하자 제국의 동부 지역에 갑자기 변화가 생기기 시작했다. 콘스탄티노폴리스의 새로운 총대주교로 착좌한 아나톨리오스가 레오 1세의 요구에 응답하여 그의 교의서한을 공인하고 자유롭게 읽을 수 있도록 허락해준 것이다.
레오 1세는 세계 공의회가 이탈리아에서 개최될 기미가 보이지 않자, 그 대신에 니케아에서 개최할 것을 요청하였다가 최종적으로 칼케돈으로 결정하였다. 칼케돈 공의회에서 결의한 신앙고백문의 주요 골자는 “그리스도는 참 하느님이며 참 사람이다. 신성으로나 인성으로나 모두 완전하다. 신성과 인성은 그리스도의 인격 안에서 혼합되지도 변화하지도 구분되지도 분리되지도 않는다”는 것이다. 이밖에도 제2차 에페소 공의회의 결정들을 모두 무효화하고, 28개 조항으로 된 규정을 마련했다.
하지만 레오 1세는 마지막 제28조에 대한 승인을 단호하게 거부하였다. 이 조항은 황제와 원로원이 있는 콘스탄티노폴리스가 ‘새로운 로마’이기에 콘스탄티노폴리스 주교좌에게 로마에 이어 교회 서열 2위로 격상하고, 콘스탄티노폴리스 주교에게 로마 주교인 교황에 버금가는 권위를 부여한다는 내용이었다. 당시 공의회에서 이 조항을 통과시킬 때 교황 특사들은 그 자리에 없었다. 뒤늦게 이 사실을 안 교황 특사들은 이 마지막 조항이 교황의 수위권을 침해하는 것이라며 크게 반발했다. 교황이 볼 때, 단지 콘스탄티노폴리스가 이제는 제국의 수도 역할을 하고 있다는 이유만으로 콘스탄티노폴리스 주교에게 교황에 버금 가는 권한을 부여한 것이었기 때문이다. 그러나 공의회 교부들은 교황 특사들의 항의를 수용하지 않은 채 그대로 폐회했다.

## 레오 1세와 아틸라

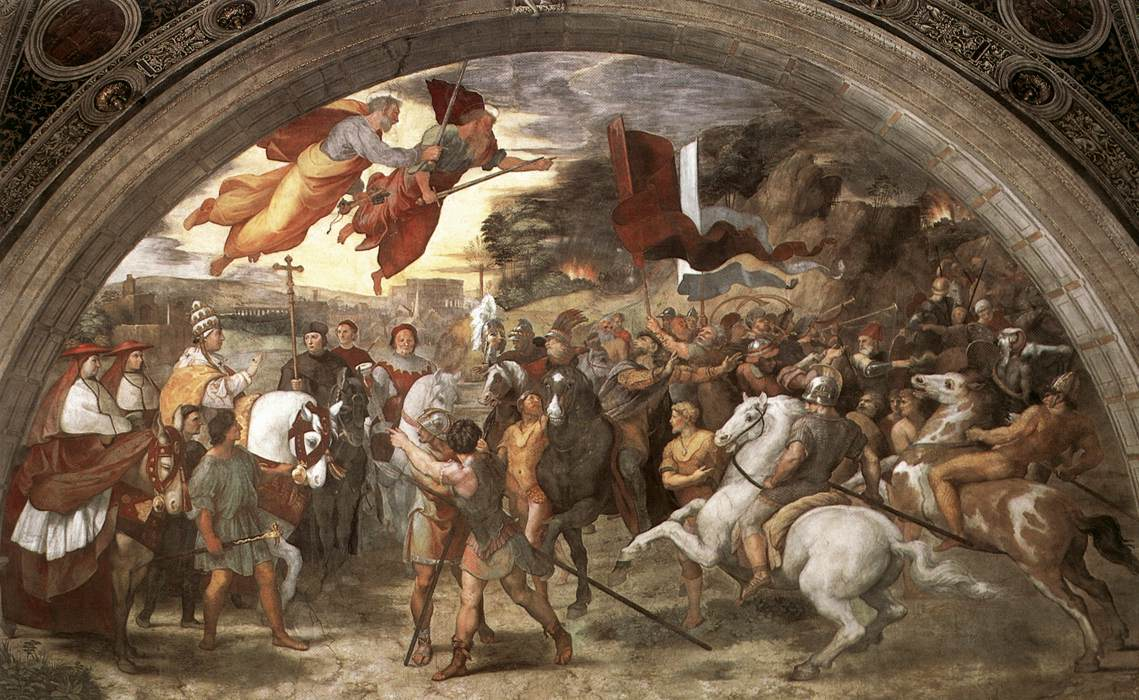
라파엘로가 그린 ‘성 대 레오와 아틸라의 만남.’ 그림에서 교황 레오 1세는 로마 밖에서 훈족의 왕 아틸라를 만나는 과정에서 성 베드로와 성 바오로의 호위를 받는 모습으로 묘사되었다.

아틸라는 451년 샬롱 전투에서의 패배(실제로는 서로마 측 피해가 더 많았지만)를 딛고 일어나, 452년 이탈리아반도를 침략하여 아퀼레이아를 비롯한 일부 도시를 약탈하고 로마로 진격하였다. 전해지는 바에 의하면, 아틸라는 당시 서로마 황제였던 발렌티니아누스 3세에게 지참금을 보낼 것을 요구했다고 한다. 전 유럽을 유린한 훈족의 군대가 로마에까지 당도하자 민심은 극심하게 동요되었고, 황제는 하는 수 없이 아틸라의 요구에 응답하여 세 명의 사절을 보내 그와 협상을 벌였다. 황제가 보낸 세 명의 사절은 집정관 중의 한 명인 젠나디우스 아비에누스와 옛 로마 시 장관이었던 멤미우스 애밀리우스 트리게티우스 그리고 교황 레오 1세였다. 황제의 사절단과의 만남을 가진 후, 아틸라는 군대를 이끌고 철수하였다. 당시 이들이 나눈 협상의 내용에 대해서는 거의 알려지지 않았다. 아틸라가 순순히 물러난 이유가 무엇인지에 대해서는 역사학계에서 많은 가능성이 제시되었다. 교황이 아틸라에게 많은 양의 금을 제공하겠다고 제의해서 물러났거나, 이탈리아 북부의 역병 및 식량 부족 그리고 다뉴브 전선에서 동로마 황제 마르키아누스와의 전투 등으로 인한 병참 및 전략상의 문제 때문이었을 수도 있다.
역사학자들은 당시 레오 1세의 영웅적인 행동과 공로를 인정한다. 레오 1세는 로마를 구출하여 교황으로서의 위엄과 권위를 크게 드러내었다. 아키텐의 프로스페르에 의하면, 아틸라는 자신을 순순히 물러나게 한 레오 1세에게 무척 감명받았다고 한다. 요르다네스는 아틸라가 과거 410년에 로마를 약탈한 직후 급사한 서고트 왕의 운명을 자신도 맞게 될까봐 두려워했다고 한다. 8세기 후반의 파울루스 부제는 아틸라와 레오 1세가 강화 회담을 하던 중에 사제복 차림에 칼을 든 덩치 큰 사람이 나타났는데, 오직 아틸라의 눈에만 그 사람이 보였다고 한다. 그가 아틸라에게 칼을 들이대며 순순히 물러나지 않으면 죽이겠다고 위협하자 겁에 질린 아틸라가 승복했다고 주장하였다. 이 이야기가 나중에 각색되어 《황금전설》에서는 아틸라가 레오 1세의 양쪽에 성 베드로와 성 바오로가 칼을 빼들고 함께 오는 것을 보고 놀라 퇴각했다는 이야기로까지 발전하였다. 455년에는 반달족이 로마를 공격해 왔다. 이번에도 레오 1세는 용감하게 나아가 반달족의 왕 가이세리크와 대면하고 그와 담판을 벌였다. 불행하게도 반달족의 로마 약탈은 레오 1세의 중재로도 막을 수가 없었지만, 최소한 살인과 방화 행위에 대해서는 제재를 가할 수 있었다.
이러한 공적 덕분에 레오 1세는 순식간에 로마의 구원자로 부각됐고, 로마 시민들은 그에게 절대적인 신뢰와 충성을 보냈다. 대외적으로 교황은 사실상 로마의 수호자로 인식되었다. 이후 위신이 점차 높아져가던 교황직은 단순한 종교적 영역을 초월하여 정치 영역에까지 그 힘이 서서히 미치기 시작하여, 훗날 서로마 제국이 멸망한 이후에는 교황이 서로마 황제를 대신하여 로마를 통치하기에 이른다. 레오 1세는 461년 11월 10일 선종한 것으로 전해진다. 그의 재위기간은 21년이었다.

## 묘소
사후 레오 1세의 시신은 그의 기념비 안에 매장되었다. 하지만 그로부터 몇년 후, 그의 유해는 레오라는 이름을 가진 최초의 교황 네 명의 유해를 안치한 무덤에 합장되었다. 18세기에 레오 1세의 유해는 다른 레오 교황들의 유해로부터 분리되어 고유 경당에 안치되었다.

## 사후의 영향과 평가
교황 레오 1세의 치세를 요약하자면, 그가 집필한 서간들과 강론집들을 통해 알 수 있듯이 교황의 수위권 확고화와 그에 따른 교황권의 강화라고 할 수 있다. 그에 대한 평가는 위대한 행정가, 신앙의 보존자, 고대 교회의 초석을 놓은 교황으로 요약된다. 서로마 제국의 정치적 사회적 불안과 교회 역시 여러 가지 이단 사상들로 어려움을 겪고 있던 상황에서 신학적·사목적·정치적 난제들을 훌륭하게 해결해 냈던 그는 대내적으로 로마 교회의 최고 통치권 기반을 확립한 수장이었으며 대외적으로도 사실상 로마의 수호자가 되었던, 당시 서방 교회 안에서 가장 중요한 인물이었다.
레오 1세와 교부들의 가르침에 따르면, 마태오 복음서 16장 16절~19절에 나와있듯이 그리스도는 베드로 위에 교회를 세웠다. 따라서 베드로는 그리스도로부터 교회에 대한 전권을 위임받아 이 땅에서 그리스도를 대신하는 존재이다. 베드로를 통해 다른 사도들도 그가 그리스도로부터 받은 권한을 일부 공유하게 되었다. 그리고 베드로에게 맡겨진 것들은 나중에 그의 뒤를 계승한 사람들에게도 똑같이 계승된다. 모든 주교는 목자로서 각자 자신에게 맡겨진 양들, 즉 신자들을 돌볼 책임이 있듯이, 교황은 그러한 주교들의 으뜸으로서 전체 교회의 모든 양, 즉 모든 그리스도인을 돌볼 책임이 있다. 다른 주교들은 교황의 이 거대한 사목을 돕는 사람들이라고 할 수 있다. 레오 1세가 볼 때에는 칼케돈 공의회의 결의도 교황인 자신의 승인이 있었기에 정당성을 얻은 것이었다.
또한, 레오 1세의 서간들과 강론집을 통해서는 그의 업적과 성향을 엿볼 수 있으며, 역사적 사료로도 가치가 매우 높다. 그는 고전적인 교육에서 가르쳐진 수사학적 효과들을 광범위하게 사용한 교부 시대의 마지막 교황이었다. 그의 문체는 레오 문체(cursus leonicus)라고 불리며, 수세기 동안 교회 문학에 영향을 주었다. 레오 1세와 같이 예술 같은 서간을 쓰거나 강론한 교황은 교황 그레고리오 1세가 나타나기 전까지 150년 동안 없었다.

## 같이 보기
- 그리스도론
- 교황 목록